# الجليليين

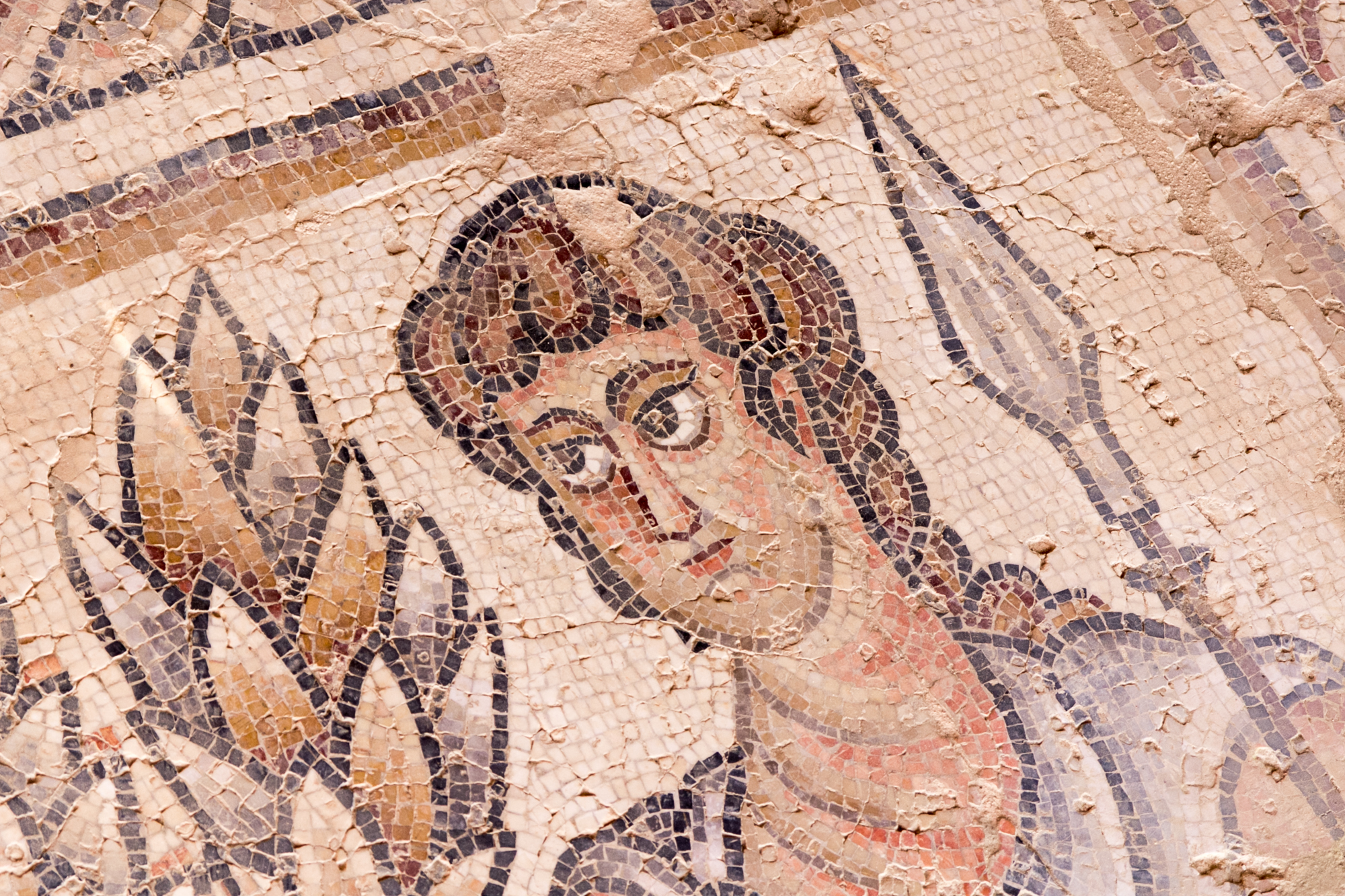
فسيفساء من "بيت النيل" في سيفوريس، ج. القرن الثاني الميلادي.

بشكل عام، الجليليّ (/ɡælɪˈliːən/ ؛ (بالعبرية: גלילי‏)؛ (بالإغريقية: Γαλιλαίων)‏؛ (باللاتينية: Galilaeos)‏، هو مصطلح تم استخدامه في المصادر الكلاسيكية لوصف سكان الجليل، وهي اليوم منطقة شمال إسرائيل وجنوب لبنان تمتد من السهل الساحلي الشمالي في الغرب إلى بحيرة طبريا وأخدود وادي الأردن شرقًا.
في وقت لاحق تم استخدام هذا المصطلح للإشارة إلى المسيحيين الأوائل من قبل الأباطرة الرومان من بينهم جوليان وماركوس أوريليوس حيث نبع الايمان المسيحي من منطقة الجليل.

## تاريخ

### رواية الكتاب المقدس
بحسب التاريخ الكتابي للأسباط الاثني عشر، تم تخصيص منطقة الجليل لسبطتي نفتالي ودان، في نقاط تتداخل مع منطقة سبط أشير والمجاورة لمنطقة يساكر. في كتاب الملوك الأول، مُنح الحاكم الإسرائيلي الملك حيرام الأول ملك صيدا عشرين مدينة في منطقة الجليل، أعطاها له سليمان، وتم استيطان الأرض لاحقًا من قبل الأجانب أثناء أو بعد زمن حيرام. كجزء من المملكة الشمالية، تم تشتيت بعض من الجليل وأرض نفتالي وإعادة توطينها من خلال تدفق الأجانب بسبب سياسة إعادة التوطين التي اتبعتها الإمبراطورية الآشورية الجديدة خلال القرن الثامن قبل الميلاد (2 Kings 15:29). يشير كتاب إشعياء إلى المنطقة باسم g'lil ha-goyím ((بالعبرية: גְּלִיל הַגּוֹיִם‏)) وتعني "جليل الغوييم" أو "جليل الأمم " (Isaiah 9:1).
الدراسات الكتابية والنقد التاريخي شككت في تاريخية القبائل الاثنتي عشرة نفسها منذ القرن التاسع عشر، ولكن يتفق انه كان الترحيل واسع النطاق وإعادة توطين الآشوريين الجدد للأراضي التي احتلوها منتشرًا خلال أواخر القرن الثامن قبل الميلاد وظل كذلك سياسة لعدة قرون التالية.

### العصور الكلاسيكية القديمة
بعد بعض الحملات المبكرة إلى الجليل لإنقاذ اليهود هناك من الهجوم، غزا حكام الحشمونائيون الجليل وأضافوه إلى مملكتهم. بعد الغزو الحشموني، ومرة أخرى بعد الغزو الروماني، استقر تدفق اليهود في الجليل، مما أدى إلى مضاعفة عدد سكانها وتغييرها من منطقة وثنية قليلة السكان إلى منطقة ذات غالبية تعبد اليهودية القديمة.
الأدلة الأثرية، مثل حمامات الطقوس، والأواني الحجرية (التي كانت تتطلبها قوانين الطهارة الغذائية اليهودية)، والمدافن الثانوية، وغياب عظام الخنازير، واستخدام عظام الموجودة في فرادي، وحقوق، وحطين، توضح التشابه الديني بين اليهود الجليليين واليهود في يهوذا خلال نهاية فترة الهيكل الثاني. تشير الثقافة المادية في الجليل في القرن الأول إلى الالتزام بمخاوف الطهارة اليهودية. توجد الأواني الحجرية في كل مكان، وقد تم اكتشاف الميكفيه في معظم المواقع الجليلية، خاصة حول المعابد اليهودية والمنازل الخاصة.
بريجح ان اليهود الجليليون كانو مدركين للأصل والدين والعرق المشترك الذي يتقاسمونه مع اليهود في يهوذا. لا يوجد دليل أدبي من الجليل يشير إلى أن الناس هناك كانوا يعتبرون أنفسهم جليليين وليسوا مجرد يهود، ويفشل يوسيفوس، المؤلف المعاصر الوحيد المعروف بمعرفته الجيدة بالمنطقة، في ذكر أي شيء فريد عن اليهودية التي تمارس هناك في روايته التفصيلية تدور أحداثها في الجليل. ومع ذلك، كانت هناك اختلافات ثقافية عديدة، وأكدت الأدبيات الحاخامية الربانية اللاحقة التقاليد التي تقول إن الحياة الدينية اليهودية في الجليل كانت مختلفة في بعض الجوانب عن تلك الموجودة في يهوذا.
وجد الباحثون الفريسيون في اليهودية، المتمركزون في أورشليم واليهودية، أن الجليليين غير مهتمين بالقدر الكافي بتفاصيل الاحتفال باليهودية - على سبيل المثال، قواعد راحة السبت. ينعكس النقد الفريسي للجليليين في العهد الجديد، حيث تتم مقارنة العاطفة الدينية الجليلية بشكل إيجابي مع الاهتمامات الدقيقة لعلماء القانون اليهودي، انظر على سبيل المثال ويلات الفريسيين. كان هذا مصدر نزاع بين الجليليين والفريسيين اليهود.
ولد الحاخام يوحنان بن زكاي في عرابة(عراف)، الجليل، ولكن عند البلوغ انتقل جنوبًا إلى القدس، حيث وجد موقف الجليل مرفوضًا، وشجبهم لكرههم التوراة. بحسب ال مشناه، كان يوحنان أول من حصل على لقب حاخام. يقول التلمود أنه تم تعيين يوحنان في منصب في الجليل أثناء تدريبه. في ثمانية عشر عامًا، سُئل سؤالان فقط عن مسيرة الحياة اليهودية، مما جعله يندب "أيها الجليل، أيها الجليل، في النهاية سوف تمتلئ بالخطأة!"
خضع الاستيطان في المنطقة لتغيير جذري بين بداية القرن الأول قبل الميلاد تقريبًا والنصف الأول من القرن الأول الميلادي: حيث تم إنشاء العديد من المستوطنات؛ شهدت المناطق غير المأهولة أو ذات الكثافة السكانية المنخفضة، مثل الجزء الشرقي من المنطقة أو المناطق الجبلية ذات الإمكانات الزراعية المحدودة، موجة من الاستيطان؛ وتضاعف حجم المنطقة المستقرة.
خلال التمرد الكبير (66-70 م) كان الجليليون والإدوميون هم أكثر المقاتلين عنادًا ضد روما؛ لقد حاربوا الرومان حتى الموت عندما كان العديد من اليهود في يهوذا مستعدين لقبول شروط السلام.
بحسب يهوشافاط هركابي، لم يكن الجليليون تأثّروا من ثورة بار كوخبا لأن الجليل ككل إما لم ينضم أبدًا إلى الثورة أو، إذا كان هناك أي تمرد، فقد انتهى بسرعة.  صرح الأستاذ مناحيم مور بجامعة حيفا أن مشاركة الجليليين كانت قليلة (إن وجدت) في الثورة، مع تصاعد التمرد بشكل رئيسي في المناطق الجنوبية من يهوذا. 

### الفترة الحديثة
تشير الابحاث الجينية ان معظم سكان الجليل العرب الحاليين وهم مسيحييون ومسلمون دينيا اليوم ينحدرون بشكل مباشر وكبير من الجليليين الاصليين منذ فترة انبثاق المسيحية. وقد تم تعريبهم لغويا كنتيجة لفتوحات بلاد الشام في القرن السابع الميلادي، حيث بدأ تعريب المنطقة وأسلمتها نتيجة للتحول المحلي السياسي والثقافي وتماهيه مع الفتح الإسلامي.

## اللهجة
ويشير العهد الجديد إلى أن لهجة الرسول بطرس أظهرت أنه جليلي (متى 26: 73 ومرقس 14: 70). اللهجة الجليلية المشار إليها في العهد الجديد كانت شكلاً من أشكال الآرامية اليهودية الفلسطينية التي يتحدث بها الناس في الجليل منذ أواخر فترة الهيكل الثاني (القرن الأول قبل الميلاد إلى القرن الأول الميلادي) خلال فترة زمنية يشار إليها باسم فترة يافني في التاريخ اليهودي والعصر الرسولي في التاريخ المسيحي (القرن الثاني الميلادي).

## معاني أخرى
تم استخدام كلمة "Galilæans" للإشارة إلى أعضاء طائفة متعصبة (المتعصبين)، أتباع يهوذا الجليل، الذين استاءوا بشدة من فرض الضرائب على الرومان. 
كان مصطلح "Galilæan" أيضًا مصطلحًا يستخدمه البعض في الإمبراطورية الرومانية لتسمية أتباع المسيحية، الذين يطلق عليهم في هذا السياق اسم الإيمان الجليلي. استخدم الإمبراطور جوليان هذا المصطلح في جداله ضد الجليليين، حيث اتهم الجليليين بأنهم كسالى، ملحدين، يؤمنون بالخرافات، وممارساتهم مشتقة من اليونانيين.  استخدم هنريك إبسن هذا المصطلح في مسرحيته بعد هدف جوليانس المتمثل في إعادة تأسيس الدين الروماني والتوتر بينه وبين سلالته، الذين يزعمون بشكل خيالي أنهم من أصل جليلي وعلاقتهم بيسوع الناصري. 

## أنظر أيضا
- الجليل
- الايمان الجليليّ